# دیواره پرنده

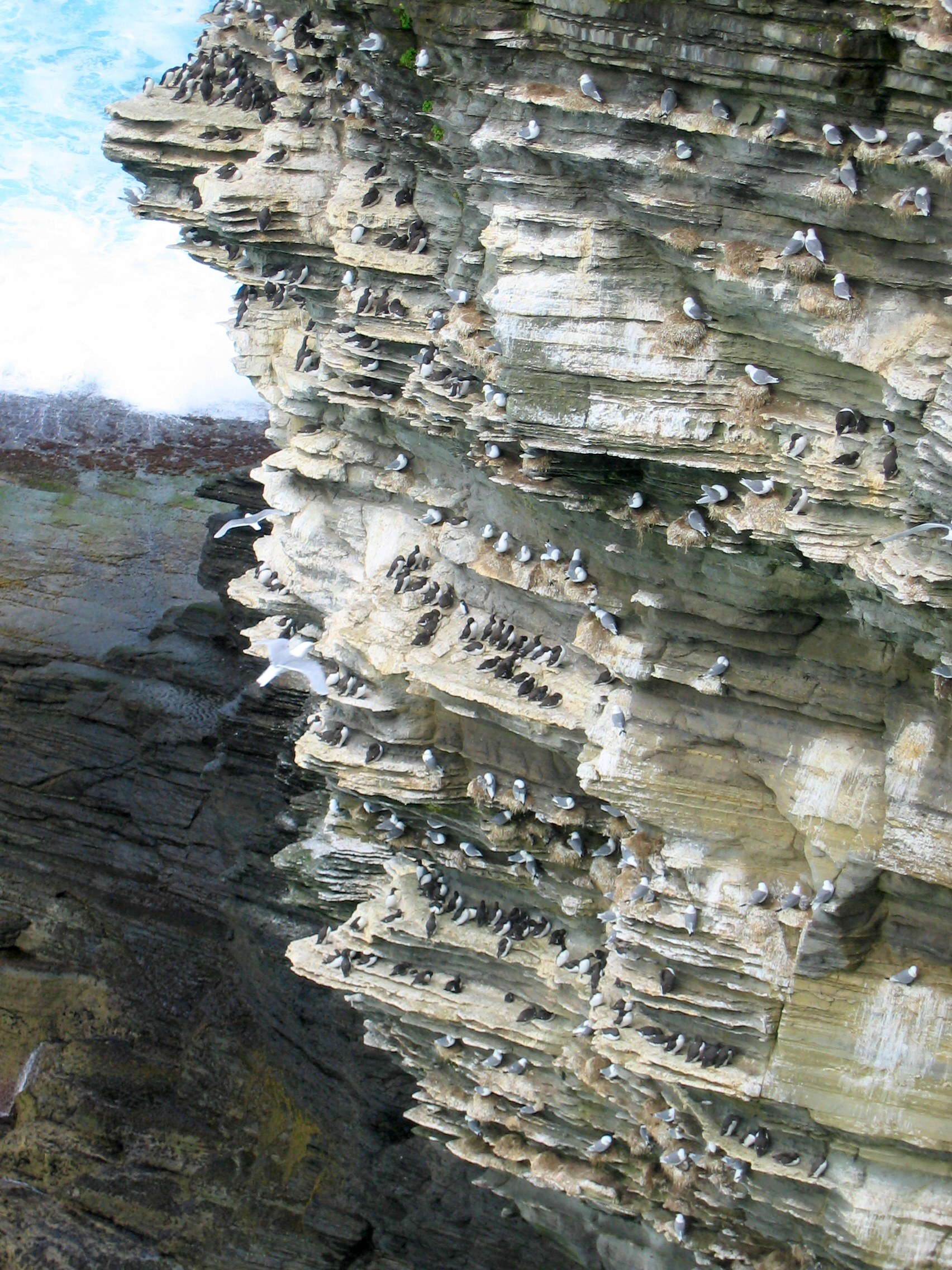
صخره پرنده در جزایر اورکنی

دیواره‌های پرنده یا صخره‌های پرنده (به انگلیسی: Bird cliff) یا دیواره‌های آشیانه‌ای، دیواره‌های شیب‌دار با قفسه‌های کوچک متعدد هستند که به عنوان مکان لانه‌سازی برای کلنی‌های پرندگان عمل می‌کنند. دیواره‌های پرنده در جزایر اقیانوس اطلس شمالی و قطب شمال مانند جزایر فارو، ایسلند، مجمع‌الجزایر سوالبار و در جزایری در شمال نروژ یافت می‌شوند. از گونه‌هایی که به تعداد زیاد روی دیواره‌های پرنده لانه می‌سازند می‌توان به سینه‌سفید نوک‌قلمی، سینه‌سفید نوک‌کلفت، تیغه‌نوک، کاکایی پاسیاه، ماهی‌گیرک کوچک و طوطی دریایی اقیانوس اطلس اشاره کرد. تعداد زوج‌های زادآور ممکن است بستگی به غذای موجود، تغییرهای زیادی را نشان دهند. دیواره‌های پرندگان اغلب به عنوان یک منبع غذایی توسط جمعیت محلی مورد بهره‌برداری قرار می‌گیرند و همچنین توسط شکارچیان و برداشت‌کنندگان تخم‌مرغ مورد بهره‌برداری قرار می‌گیرند.

## نگارخانه

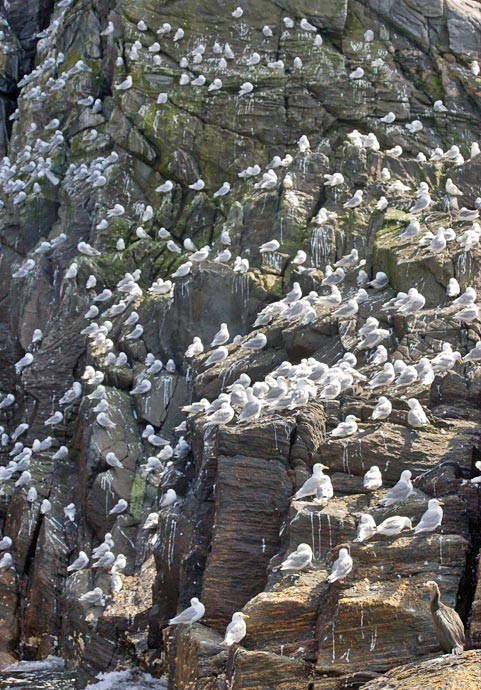
کاکایی پاسیاه روی دیواره پرنده‌ای در جزیره رونده.
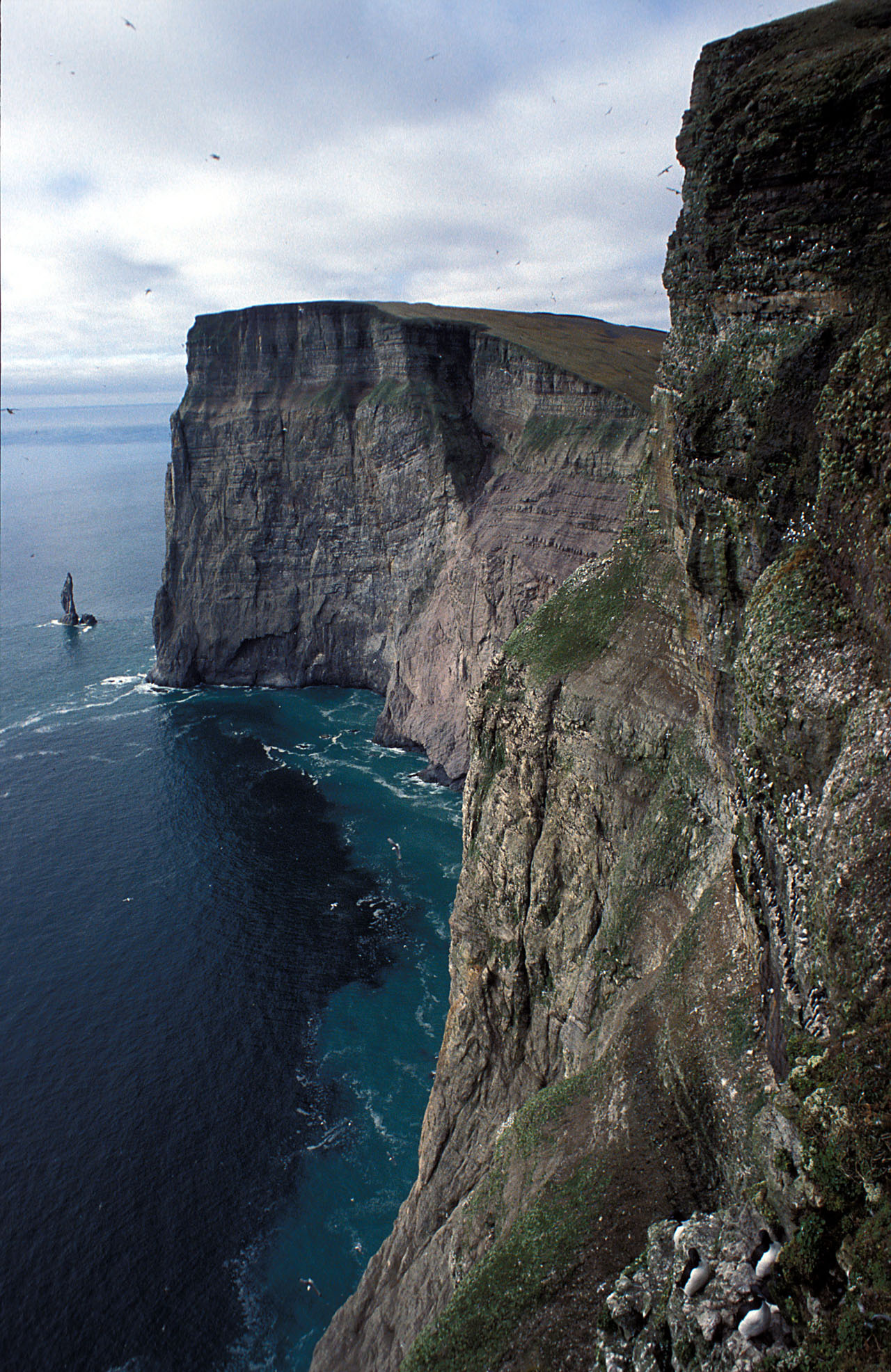
کلنی سینه‌سفید نوک‌کلفت در دیواره پرنده استاپن، جزیره خرس.
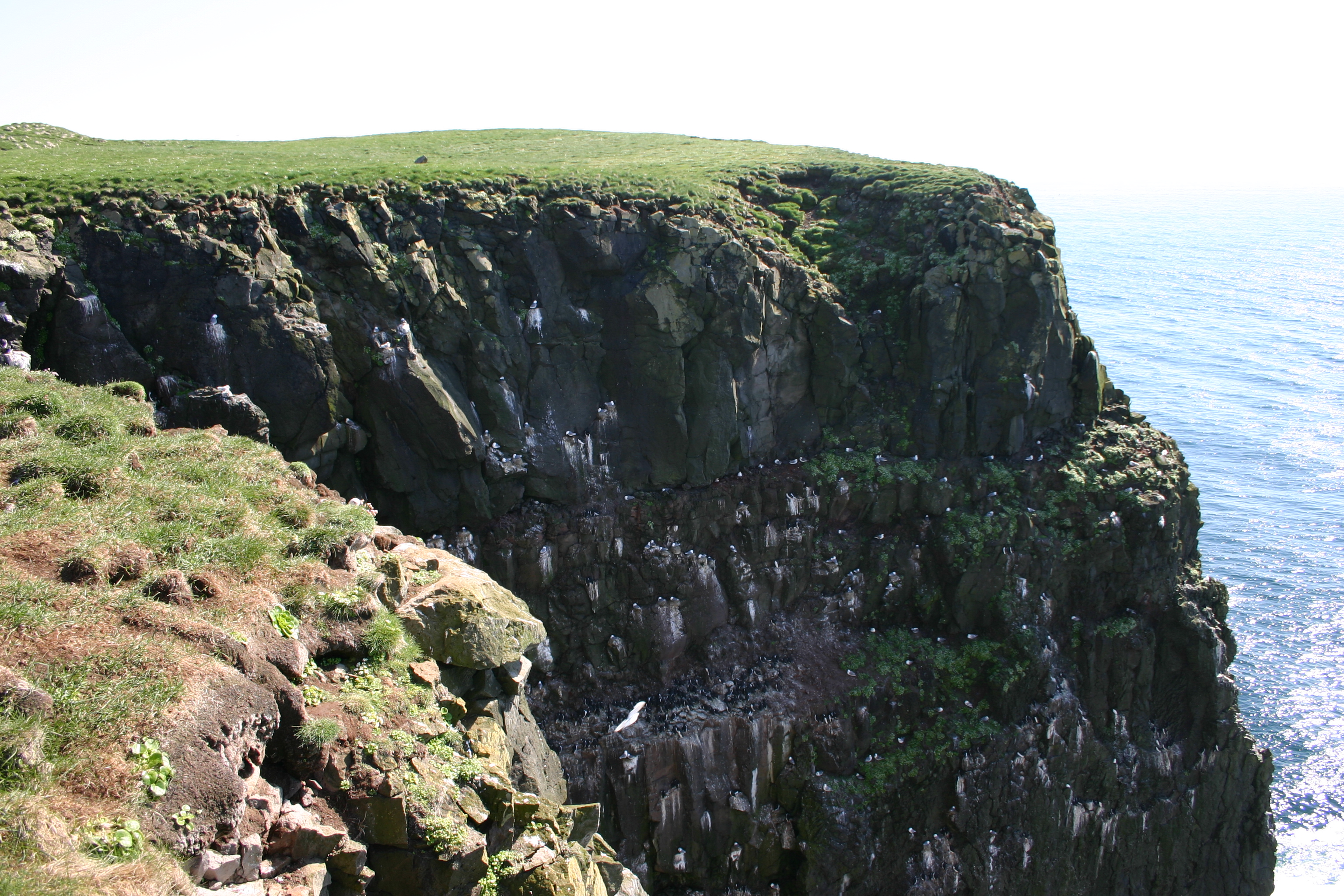
صخره پرنده Látrabjarg، ایسلند
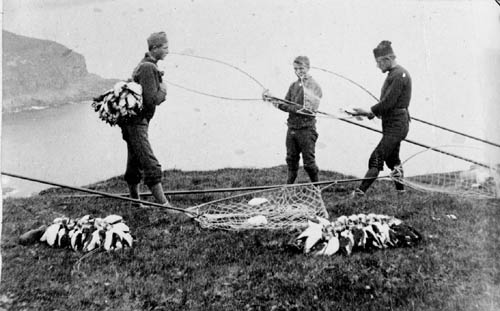
شکارچیان پرندگان درجزایر فارو
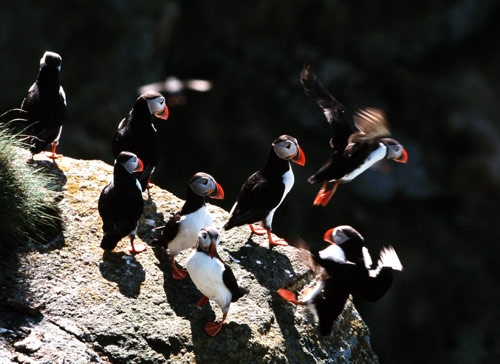
طوطی دریایی اقیانوس اطلسدرروست